# Dingosa humphreysi
Dingosa humphreysi là một loài nhện trong họ Lycosidae.
Loài này thuộc chi Dingosa. Dingosa humphreysi được Fernando McKay miêu tả năm 1985.